# Diplurodes petras
Diplurodes petras är en fjärilsart som beskrevs av Edward Meyrick 1897. Diplurodes petras ingår i släktet Diplurodes och familjen mätare. Inga underarter finns listade i Catalogue of Life.